# Permanent länk
Permanent länk eller kortformen permalänk, från engelskans permanent link och permalink, är en URL (webbadress) som är beständig och alltid leder till samma information. En permalänk är ofta mer specifik och leder till en webbsida eller ett inlägg som inte försvinner vid uppdateringar på webbplatsen.
Permanenta länkar syftar ofta på en länk till ett visst inlägg, en viss artikel eller en viss version av en sida som ofta uppdateras, vilket gäller till exempel bloggar, tidningars webbutgåvors förstasidor eller nyhetsflöden. Permalänkar är särskilt betydelsefulla i referenser och annat där webbadressen måste leda till förväntat innehåll under lång tid. Permanenta länkar i den här betydelsen kan drabbas av länkröta, också om de fungerar längre än den andra adressen.